# 津伯格冰川
72°21′S 96°4′W / 72.350°S 96.067°W
津伯格冰川（英語：Zinberg Glacier），是南極洲的冰川，位於埃爾斯沃思地，處於瑟斯頓島東部，最終在蒂爾尼半島和瑞安角之間注入摩根灣，現時由南極條約體系管理。